# メルパルク東京
メルパルク東京（メルパルクとうきょう）は、東京都港区芝公園にあった複合施設である。旧称：東京郵便貯金会館（とうきょうゆうびんちょきんかいかん）。

## 概要
旧郵政省によって、郵便貯金の普及・宣伝活動を行うことを目的として1971年7月に創設、及び開業されることとなった。1,582人収容の多目的ホールと、122室あるホテル、結婚式場、宴会場、レストランがあった。
多目的ホールは、テレビの公開収録や、バレエの公演等に利用されていた。1978年放送の24時間テレビのグランドプロローグショー会場として使用されたほか、1999年まで日本有線大賞発表音楽会でも使用。2010年の年末ジャンボ宝くじ抽せん会の会場でもあった。他に奇数年のスポーツの日に開催される日本ボディビル選手権大会（日本ボディビル・フィットネス連盟主催）も当会場で開催されていた。
2007年の郵政民営化にあたり、他の全国の郵便貯金会館と共に所有権が日本郵政に移動され、愛称であった「メルパルク東京」が正式名称となった。しかし、その後は日本郵政の直営事業として運営されていたが、2008年10月にワタベウェディングと定期建物賃貸借契約を結び（施設保有権は日本郵政のまま）、その傘下の運営子会社「株式会社メルパルク」に運営が移管された。しかし日本郵政不動産との契約満了により2022年9月30日に営業終了。同時にホールも閉館。2022年12月以降、清水建設によるメルパルク東京解体工事が行われる。